# Projecte Vaca
El Projecte Vaca és una associació assembleària de creadores escèniques residents a Catalunya creada l’any 1998 amb l’objectiu de potenciar la presència de les dones a escena. L’esdeveniment  més assenyalat per l’associació era la mostra anual, el Novembre Vaca, que van dur a terme des del 1999, excepte el 2001. També van realitzar diverses col·laboracions amb creadores i associacions internacionals, entre les quals destaca l’any 2007 la realització a Barcelona del Festival Magdalena.

## Introducció
Després de la dictadura, el teatre català va patir un ressorgiment, es va impregnar de les tendències escèniques exteriors i es va replantejar una renovació intrínseca de la interpretació, direcció i dramatúrgia  amb projectes com l'Agrupació Dramàtica de Barcelona (ADB), l'Escola d'Art Dramàtic Adrià Gual (EADAG) o el Mercat de les Flors. Es va consolidar també el teatre independent amb el sorgiment de companyies com Els Joglars (1962) o Comediants (1971). Tot un panorama d’ebullició creativa i de realçar el teatre dins del panorama cultural que el 1996 culmina amb la inauguració del Teatre Nacional de Catalunya (TNC).
No obstant aquest panorama de canvi, on el teatre europeu i americà mirava cap a altres cultures per la seva renovació, ni es plantejaven buscar a qui estava més a prop: les dones. Per entendre el sorgiment del Projecte Vaca s’han de tenir en compte també els forts moviments feministes de finals dels anys 60 i principis del 70. Les dones lluiten per ocupar un espai propi a la societat i a l'escena, especialment mitjançant la col·laboració i el treball col·lectiu. En aquest sentit, cal destacar que l'any 1980 ja es poden trobar el Women's One World Festival de Nova York i el First Women's Theatre de Boston; i en el cas espanyol, la creació l'any 1987 de la Asociación de Dramaturgas Espanyolas. El teatre feminista en l'Estat espanyol, senyala Olga Barrios, ha estat estretament associat a l'escriptora Lidia Falcón i a la ciutat de Barcelona. Ja a principis dels anys 90 comencen a sorgir companyies teatrals de dones com T de Teatre o Teatro de las Sorámbulas.
La gestació de l'associació sorgeix el 1996, de la mà de Margarita Borja en coordinar el I Encuentro de Mujeres de Iberoamérica en las Artes Escénicas de Cadis. Borja, juntament amb Gemma Rodríguez, comença a plantejar la idea d'un festival a Barcelona, però aviat es va decidir anar més enllà. És en aquest context efervescent en l’àmbit teatral i feminista en el qual s'ha d'entendre que a Barcelona un grup de dramaturgues i directores, davant la necessitat de tenir un espai on exposar les seves obres, el 6 de juliol de 1998 va signar l'acta fundacional de l'Associació de Creadores Escèniques Projecte Vaca. I a partir de l’any següent ja es van anar unint actrius i altres dones relacionades amb el món de l’escena.
La part de Projecte era un homenatge al Magdalena Project, una xarxa internacional de dones en el teatre; i la part de Vaca es deu a Magda Puyo i Graciela Gil que, amb l’humor característic de l’associació, van jugar amb les metàfores que proposava aquest animal. Es tracta d’un prototip femení diferent: és grossa, potent, forta, productiva, maternal, autònoma amb la “capacitat de rumiar i digerir, per després regurgitar i generar alguna cosa talment nova”.

## Trajectòria
Durant més de vint anys de trajectòria, el Projecte Vaca ha dut a terme un gran nombre d’activitats, tallers, lectures dramatitzades, taules rodones... I han experimentat amb formes com el happening, la improvisació o el cabaret entre molts altres. A continuació es fa un breu repàs d’alguns dels projectes o activitats que han pogut tenir més consistència o rellevància dins de l’Associació. Des d’uns inicis amb una perspectiva més aviat teòrica de donar a conèixer textos de dones creadores, aviat va anar a poc a poc incloent un vessant més pràctica, d’espectacles, tallers, laboratoris...
Al principi sobretot es duien a terme lectures dramatitzades per tema de recursos i com una forma de donar a conèixer les dramaturgues. Seguint aquest vessant es va crear el 1999 la Comissió de Recerca, Arxiu i Difusió (dirigida durant molt temps per Beth Escudé). Aquest grup dins de l’Associació tenia com a objectiu recopilar en la Vacateca (un gran projecte de biblioteca sobre les arts escèniques creades per dones) els textos d’autores i d'altres materials audiovisuals de produccions artístiques dirigides o coreografiades per dones. Es buscaven textos al principi en català, castellà, francès, anglès i alemany i més endavant també en italià. La tardor d’aquell mateix any 1999 ja es va dur a terme el primer festival de l’Associació, el Novembre Vaca; el qual va consistir sobretot en lectures dramàtiques. Aquesta mostra de dones creadores de teatre es va realitzar anualment fins al 2019 (exceptuant l’any 2001), erigint-se en la cita insígnia en el que les sòcies mostraven al públic totes les seves creacions i projectes. L’altre gran projecte anual durant molt temps va ser el Primavera Vaca, un cicle de lectures dramatitzades (reprenent així aquest format tan utilitzat als seus inicis) on també incloïen altres activitats com taules rodones on es discutien de temes essencials per l’Associació com la paritat a escena.
Una altra gran part de la seva història és la col·laboració amb altres institucions, com la seva participació en diversos Encuentros de Mujeres de Iberoamérica en las Artes Escénicas de Càdis o les Trobades Internacionals de Tearte i Educació. En aquest aspecte és especialment remarcable l’organització i coordinació en l’any 2007 a Barcelona del Festival Magdalena Piezas Conectadas per part del Projecte Vaca (en especial pels papers de la Margarita Borja com a directora i de la Teresa Urroz i la Susana Egea com a coordinadores). En aquesta gran mostra es van representar una vintena d’espectacles creats per dones de més d’una desena de països diferents.
L’any 2018 es van celebrar els 20 anys del Projecte Vaca i per commemorar-los es va realitzar una exposició a l’Institut del Teatre, així com la creació d’un llibre que recollia tot el seu recorregut durant aquestes dues dècades: Creadores escèniques segle XXI : Projecte Vaca, escrit per Cristina Serrat i amb la coordinació editorial de Teresa Urroz. Dos anys després es va atorgar a l’Associació el Premi de la Crítica Mª Josep Rague per la seva contribució al món de les arts escèniques i les seves reivindicacions feministes. I el 22 de març de 2021 es va estrenar el curtmetratge documental Univers Vaca d’Helena Muñoz a la seu de la SGAE en Catalunya.

## Fons
El fons del Projecte Vaca fins a l’any 2018 es pot consultar en el Centre de Documentació de Ca la Dona, on es troba la part del fons de la Vacateca; i la resta de documentació de l’associació es va incorporar el 2021 al fons del Centre de Documentació i Museu de les Arts Escèniques de Barcelona.